# Horbivți, Litîn
Horbivți (în ucraineană Горбівці) este localitatea de reședință a comunei Horbivți din raionul Litîn, regiunea Vinnița, Ucraina.

## Demografie
Componența lingvistică a localității Horbivți
     Ucraineană (97,9%)
     Rusă (2,1%)
Conform recensământului din 2001, majoritatea populației localității Horbivți era vorbitoare de ucraineană (97,9%), existând în minoritate și vorbitori de rusă (2,1%).